# Porta di San Giuseppe (Riva del Garda)
La porta di San Giuseppe, trasformata in passaggio stradale, è stata una delle prime chiese di Riva del Garda.

## Storia
Nel centro storico di Riva del Garda esisteva sin dal XVI secolo la chiesa di San Giuseppe, o chiesa dei Disciplini. Possedeva altari marmorei ed era adornata con dipinti attribuiti a Francesco Varotari. 
In tempi moderni è stata sventrata e trasformata in porta cittadina, poi ridotta a passaggio stradale.

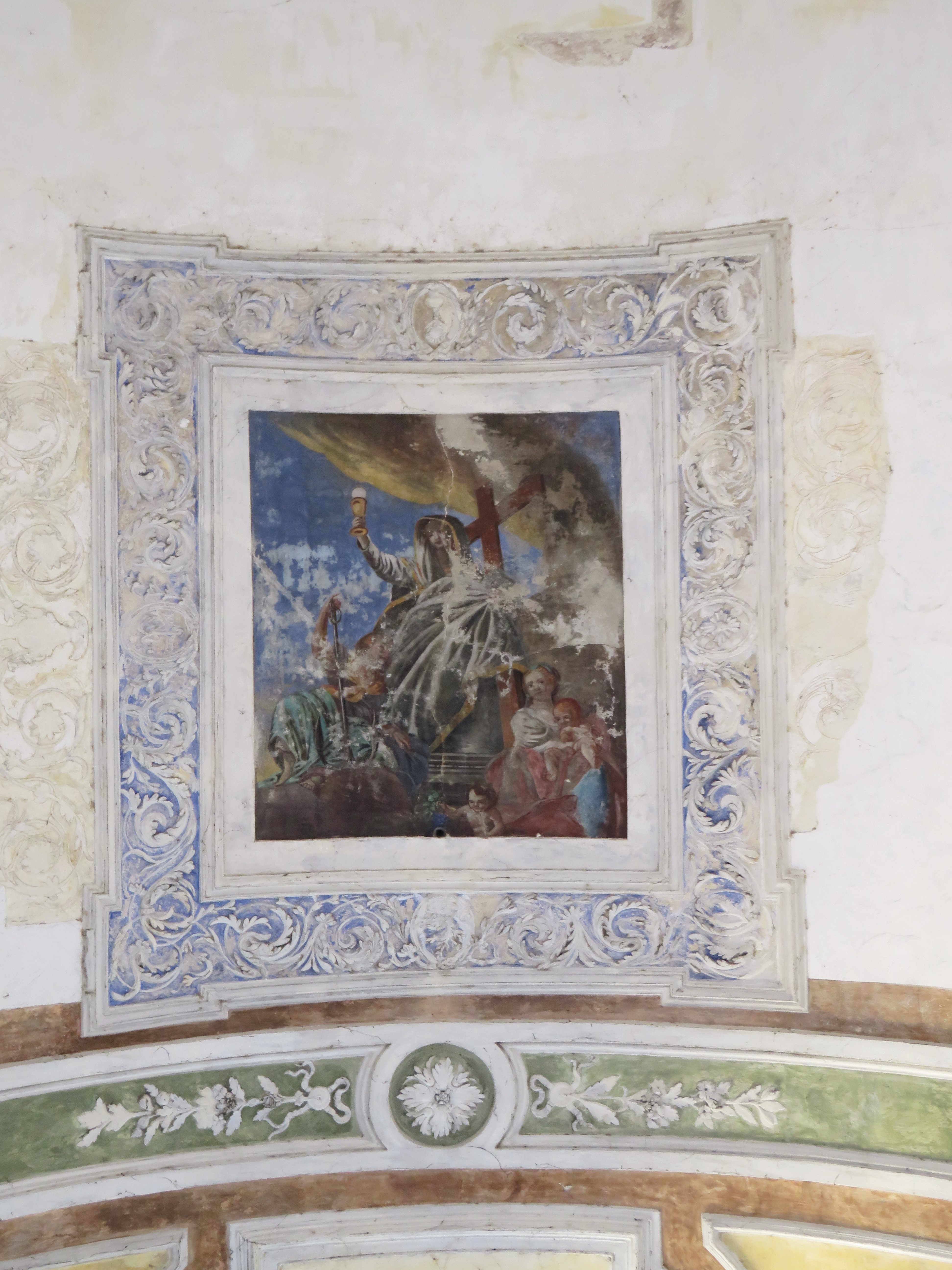
Affresco attribuito a Bartolomeo Zeni

Rappresenta uno tra i più antichi edifici religiosi della città. La tradizione riporta il luogo come abitazione di un eremita già nel 1275. Venne ampliata attorno al 1579 e poi ancora nel XVI secolo. La facciata, visibile ancora oggi, ha forme classiche.
Nell'interno si possono ammirare colonne in marmo tipiche di una struttura religiosa e sulla volta del soffitto è presente un affresco attribuito a Bartolomeo Zeni, in cattive condizioni di conservazione. 
Storicamente la chiesa possedeva anche la sacrestia, e la sua pianta era a due navate.
Era nota come chiesa dei Disciplini, o dei Battuti, una congregazione laica che si dedicava ad opere si solidarietà che gestiva anche un vicino ospedale.

## Situazione
La chiesa è un passaggio pedonale nel centro storico e turistico di Riva del Garda, e vi si accede dall'incrocio tra via Armando Diaz, via Montanara, via Florida e via Disciplini.
Il campanile, che è rimasto senza una chiesa, sorge ancora dove è stato eretto.